# Вулкано (Виченца)
Вулкано је насеље у Италији у округу Виченца, региону Венето.
Према процени из 2011. у насељу је живело 309 становника. Насеље се налази на надморској висини од 122 м.